# 辽西省
辽西省是第二次国共内战至中华人民共和国建立之初，中共政权在今辽宁省、吉林省境内设立的一个省份。
1945年12月初成立。1946年6月1日，以中共辽西省党政军机关为主成立辽吉省驻白城子，1948年7月6日辽吉省改称遼北省驻四平市，1949年4月21日以辽北省干部为主与冀察热辽分局组建的原辽西省合并为新的辽西省驻锦州市，最后于1954年6月19日与辽东省合并为辽宁省。

## 沿革历史
1945年11月26日，中共中央东北局和辽宁省的党政军机关撤离沈阳。中共辽宁省工委一部、辽宁保安司令部机关一部由省委书记陶铸及邓华率领西撤至法库，并于1945年12月初成立中共辽西省委、辽西区行政公署和辽西军区。省委书记陶铸兼辽西军区政委，副书记陈郁，辽西行署主任朱其文，辽西军区司令员邓华。辽西省隶属于1945年12月6日成立的中共西满分局领导。1946年1月1日创办了省委机关报《胜利报》。辽西省管辖范围为原辽宁省中长路以西各县旗和辽北省划入的部分县，共辖22个县（市）旗，划分为第一、二、五专区和阜新专区：
- 第一（沈北）专区：管辖沈北、铁岭、法库、康平等地。地委书记孔原，军分区司令员田维扬，副司令员曾明谦、副政委黄永辉。
- 第二（四平）专区：辖昌图、开原等地，军分区司令员左叶、政委兼地委书记杨易辰。1946年1月12日由于撤销辽北省，二专区管辖四平县、梨树县、怀德县、辽源县，长岭县、双山县，司令员赵东寰，副司令员邓忠仁。
- 第三专区，1946年3月成立，辖农安县、郭前旗等。
- 第四（哲里木盟）专区
- 第五（新民）专区，1945年12月下旬设立，辖新民、彰武、黑北、库伦旗、库伦旗、科左前旗等地，中共新民县中心县委改组为中共辽西五地委，地委书记兼军分区政委傅雨田，军分区司令员高体乾。1946年4月底，辽西省委决定，辽西五地委并入辽西一地委。
- 阜新（第六）专区：地委书记兼军分区司令兼政委吕明仁，辖阜新、黑山、北镇、阜彰等县。

1946年2月下旬辽西省迁至郑家屯，驻天主堂院内。1946年5月19日，东北民主联军撤出四平、长春、吉林市，辽西省党政军机关也于5月下旬由郑家屯撤至洮南。东北局、西满分局决定于1946年6月1日组建辽吉行政区，所辖地区是：原吉江行政区的郭前、长春、农安、乾安、大赉5县（旗）；嫩江省的嫩江以南的镇东、赉北、洮安、洮南、洮北、开通、瞻榆、突泉、安广等9县；原辽西省的22县旗；共辖36个县旗，划分为5个专区。辽西省党、政、军机关改为辽吉省党、政、军机关。以陶铸为辽吉省委书记，朱其文为辽吉行署主任，邓华为辽吉军区司令员。
- 第一地委、第一专署：原为辽西省第一地委、专署、分区。是对四平、沈阳、铁岭的对敌斗争的敌后游击区。
- 第二地委、第二专署：原为辽西省第二地委、专署、分区。是对长春、四平对敌斗争的前沿区。
- 第三地委、第三专署：原为吉江省委、行政区。是对长春、农安对敌斗争的前沿区。驻郭前旗，下辖郭前旗、大赉、安广、乾安、长春、农安等6县旗，其中长春、农安已为国民党军占领成为敌占区。地委书记兼军分区政委刘彬，副书记郭峰、专员、辽吉三军分区司令员，罗荣友为副司令员，姚仲康为副政委，罗杰为参谋长
- 第四地委、第四专署：设在洮南。为后方根据地。
- 第五地委、第五专署：大撤退后兼哲里木盟。后不再兼哲里木盟，推进到前沿区，开辟大郑铁路以西的前沿区数县。

1946年9月，辽吉省委机关从洮南迁至白城子。
经过1947年秋、冬季攻势，辽吉省绝大部分土地被解放，1948年2月辽吉省迁驻郑家屯。1948年7月6日，东北局决定将辽吉省改称辽北省，省委书记陶铸，辽吉省所辖白城子地区10个县（旗）委划归嫩江省，辽吉省所辖的26个县（市、旗）和原辽宁省所属的7个县（今辽源市、梅河口市一带）划归辽北省。辽北省下辖5个专区、33个县（旗、市）。
1948年12月26日，中共冀察热辽分局遵照中共中央、东北局的指示，决定将热河地区（包括热西）划分为热河、辽西两省，由热东专区所辖锦县、义县、绥中、兴城、锦西等5个县，热辽专区所辖朝阳、羊山、北票、北阜义等4个县，和冀察热辽办事处所属的锦州市，组成辽西省，辖锦州市、山海关市和锦县、义县、绥中、兴城、锦西、朝阳、羊山、北票、北阜义共计2市9县，人口为260余万，耕地面积为647万余亩，省政府驻锦州市。1949年1月8日成立辽西省委，书记胡锡奎（未到职），副书记王国权，委员李乐光（兼宣传部长、城工部长、锦州市委书记）、李东冶（兼社会部长）、罗成德（辽西省政府主席）、李杰庸（省政府副主席兼秘书长）、朱军（辽西军区副书记、副司令员）、史立德（代理锦州市委书记），由东北局领导。1949年1月10日，东北行政委员会发布“建民字第l号”令，组建辽西省。冀察热辽第十八军分区（即热东军分区）升格组建辽西军区领导机关。
1949年4月21日，东北行政委员会发布“建民字第15号”令，撤销辽北省建制，长农、怀德2县及公主岭市划入吉林省区域；西安、海龙2县和西安市划入辽东省区域；四平市、阜新市、梨树、双辽、长岭、铁岭、法库、康平、昌图、开原、黑山、北镇、阜新、彰武、新民等13个县划入辽西省区域；哲里木盟划归内蒙古自治区。原辽宁省的辽中、台安、盘山等3个县划入新的辽西省。原辽西省的锦州、山海关两个市和锦县、义县、绥中、兴城、锦西等5个县，划归新组建的辽西省；朝阳、羊山、北票等3个县划归热河省；北阜义县建制撤销。是时辽西省共辖4个市、21个县，面积为6万余平方公里，耕地为218万公顷，人口为744余万人。1949年5月15日，撤销后的辽北省各机关迁往锦州市，与辽西省合并。新的辽西军区机关由辽北军区机构组成，原辽西军区领导机构调出组建中国人民解放军海军学校。辽西省委书记郭峰（兼辽西军区政委）、副书记喻屏（兼辽西军区副政委），省委委员傅雨田（省委秘书长兼职工委员会书记）、李砥平（省委组织部长）、赵石（省委宣传部长）、杨易辰（省政府主席兼省委社会部长）、程世才（辽西军区司令员）、高鹏（辽西军区副司令员）、钟子云（阜新煤矿书记）、仇友文（省政府副主席）、史立德（锦州市委书记兼市长）。
1954年6月19日，经中央人民政府批准，撤销辽东省、辽西省，合并设立辽宁省，原辽西省所属的四平市及梨树、双辽2县划归吉林省。

## 纪念
- 辽西省委旧址：法库县城内一处二层小楼是1945年11月-12月中共辽西省委、辽西行政公署和西满分局驻地。期间发生了秀水河子歼灭战。